# 李运昌

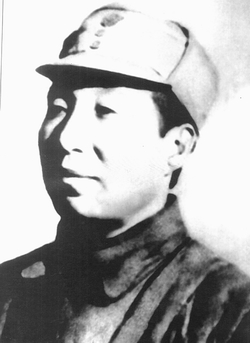

李运昌（1908年9月21日—2008年10月24日），原名李芳岐，字凤鸣，曾用名李初学，河北乐亭人，中国共产党及中华人民共和国官员。

## 生平

### 早年革命生涯
李运昌早年入乐亭中学，1924年加入中国社会主义青年团，1925年经李大钊推荐考入黄埔军校第四期，同年转为中国共产党正式党员。1927年4月23日，在广东领导普宁暴动，反对国民党清党。暴动队伍在广东、湖南、江西转战，奉命改编为湖南革命军第二师，参加了秋收起义。
1927年11月，李运昌回到家乡乐亭县，在乐亭县、滦县恢复中共党组织。1929年1月调任中共顺直省委秘书、代理秘书长。他还曾任中华全国铁路总工会特派员。同年8月被国民党当局逮捕，关押在天津第三监狱。在狱中，他同彭真、薄一波组成中共党支部。1930年9月，获营救出狱后，李运昌在冀东组织京东御侮救亡会并任主任，且重建了中共京东特委并任书记，在乐亭县、滦县、古冶镇恢复并发展了革命工作。他还曾任冀东地下党特派员。1937年5月，代表冀东中共党组织到延安参加了白区工作会议，对毛泽东、周恩来、刘少奇汇报了冀东的情况。

### 中日战争与第二次国共内战时期
抗日战争爆发后，1938年7月，经中共中央北方局领导，并获八路军四纵配合，李运昌指挥20万军民发动冀东大暴动，攻占了9座县城以及200多座集镇，对日军造成沉重打击。1939年，在暴动遭遇挫折，队伍被日军孤立包围的情况下，李运昌率军民同日伪军展开了一千余次战斗，消灭、打击并牵制了10万日伪军，创建了冀热辽抗日根据地。抗日战争期间，李运昌历任中共河北省委书记、中共冀热边特委书记、冀东抗日联军副总司令兼第二路军总指挥、八路军13支队司令员、中共冀热边特委书记兼行署主任、晋察冀军区第13军分区司令员兼政委。1944年12月，任冀热辽区党委书记、冀热辽军区司令员兼政委、晋察冀中央局委员等职。1956年，毛泽东在同李运昌的谈话中称赞他说：“在抗日的关键时期，你是冀东人民的抗日领袖，在极其艰苦的斗争中，你成功建立了‘无人区’里的抗日根据地，写下了一段抗日战争史上的新鲜战例。”“没有你李运昌，就没有冀东抗战的胜利。”
1945年8月，李运昌率部挺进中国东北，配合苏联红军进行八月風暴行動，收复东北。在东北民众支持下，李运昌部解除日伪军武装，剿灭土匪，接管各个城市并创建人民政权，且迅速扩大了部队。李运昌还派曾克林飞往延安，向中共中央汇报了冀热辽军区部队开入中国东北的情况，为中共中央决定将战略调整为“向北发展，向南防御”提供了重要情报。此后，他和程子华创建冀察热辽根据地，组建了不少二线兵团。李运昌调离东北时，将33万部队全部转交给东北民主联军。第二次国共内战期间，李运昌历任东北人民自治军第二副总司令、东北民主联军第二副总司令、中共冀察热辽中央分局委员、中共热河省委书记兼热河省政府主席、冀察热辽军区副总司令、冀察热辽行政办事处主任等职。

### 中华人民共和国成立后
中华人民共和国成立后，李运昌历任中央人民政府交通部党组书记兼副部长，中共中央监察委员会专职常委。在交通部任职期间，他参与领导了康藏公路、青藏公路、塘沽新港、湛江港的建设，以及长江航道整治等工作；他还创建了中华人民共和国首批中外合资公司之一中波海运公司。
文化大革命期间，李运昌遭到批判和关押。拨乱反正后，李运昌奉命重组中华人民共和国司法部，任党组副书记、第一副部长，为中国的民主和法制建设贡献了力量。1982年到1992年，李运昌任中共中央顾问委员会第一、二届委员。李运昌还是中共八大、十二大代表，中共十三大、十四大、十五大、十六大、十七大特邀代表，中国人民政治协商会议第一届全体会议代表，第三、四、五届全国政协常委，全国黄埔军校同学会会长，中国和平统一促进会副会长。 
2008年10月24日，李运昌在北京逝世，享年101岁。